# Massieux
Massieux ist eine französische Gemeinde mit 2.733 Einwohnern (Stand: 1. Januar 2022) im Département Ain in der Region Auvergne-Rhône-Alpes; sie gehört zum Arrondissement Bourg-en-Bresse und zum Kanton Trévoux. Die Einwohner werden Masserots genannt.

## Geographie
Die Gemeinde Massieux liegt an der Saône am Südwestrand der Seenlandschaft Dombes, an der Grenze zur Métropole de Lyon, etwa 16 Kilometer nördlich der Innenstadt von Lyon.
Umgeben ist Massieux von den Nachbargemeinden Parcieux im Norden, Civrieux im Nordosten und Osten, Genay im Südosten und Süden, Saint-Germain-au-Mont-d’Or im Südwesten sowie Quincieux im Westen.
In Massieux überquert die Autoroute A46 die Saône.

## Bevölkerungsentwicklung
| Jahr                       | 1962 | 1968 | 1975 | 1982 | 1990 | 1999 | 2010 | 2021 |
| Einwohner                  | 286  | 291  | 805  | 1568 | 1782 | 2120 | 2428 | 2721 |
| Quellen: Cassini und INSEE |      |      |      |      |      |      |      |      |

## Sehenswürdigkeiten
- Romanische Kirche Saint-Barthélémy aus dem 12. Jahrhundert

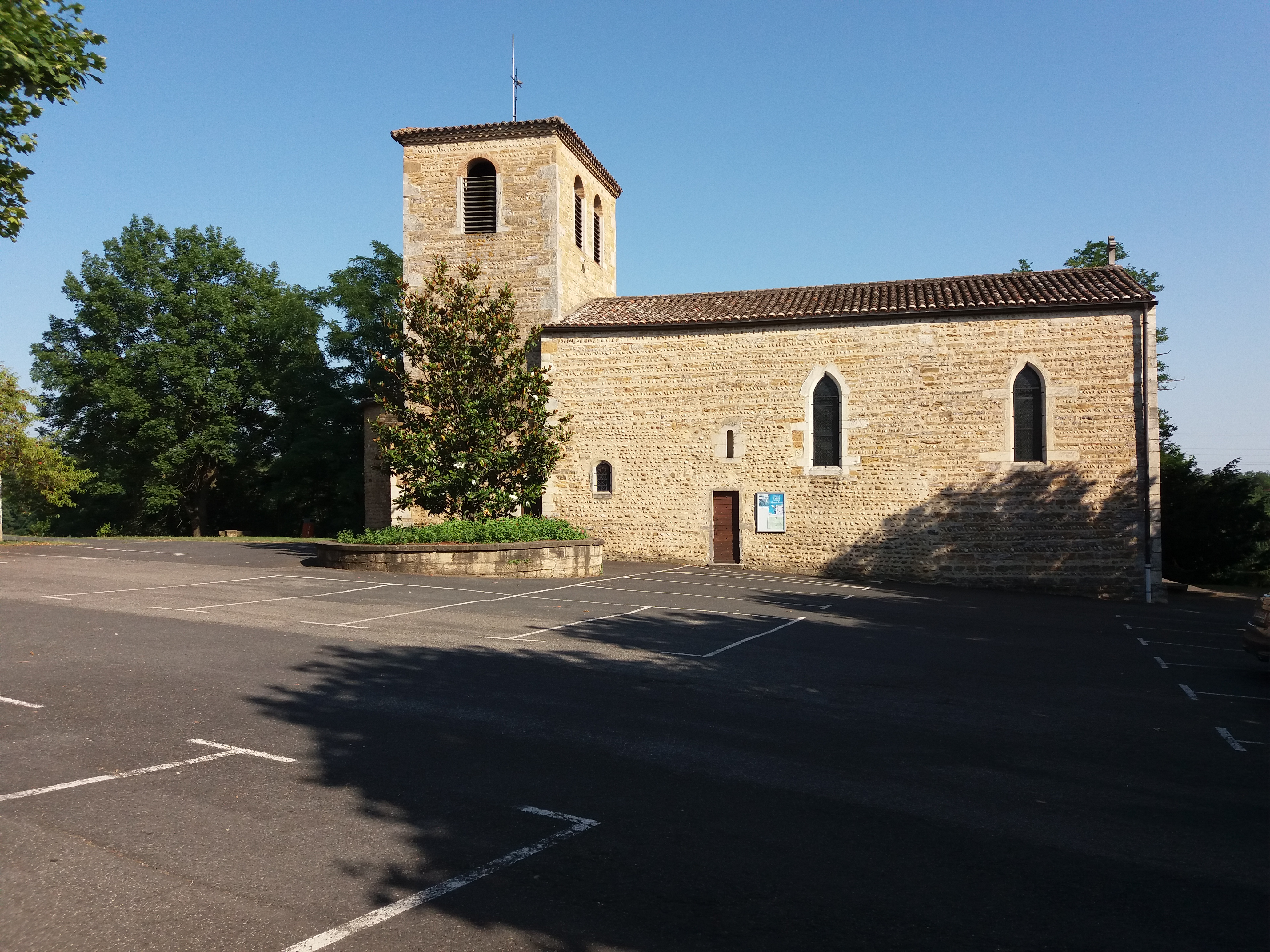
Kirche Saint-Barthélémy
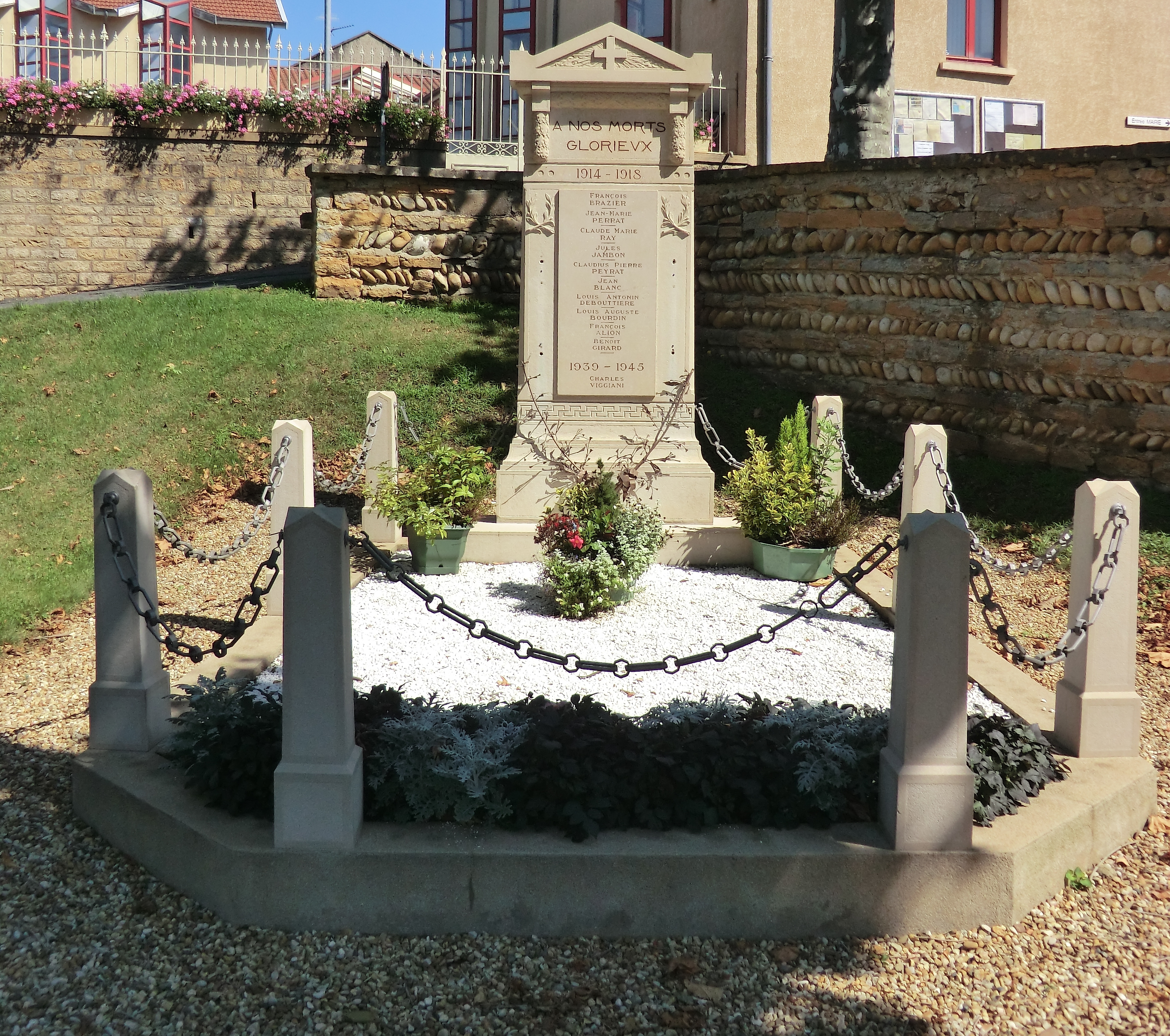
Gefallenendenkmal